# 2030-as évek
Évszázadok: 20. század · 21. század · 22. század
Évtizedek: 1980-as évek · 1990-es évek · 2000-es évek · 2010-es évek · 2020-as évek · 2030-as évek · 2040-es évek · 2050-es évek · 2060-as évek · 2070-es évek · 2080-as évek
Évek: 2030 · 2031 · 2032 · 2033 · 2034 · 2035 · 2036 · 2037 · 2038 · 2039

## Események és irányzatok
- 2031: megrendezik a hetvenötödik Eurovíziós Dalfesztivált
- A tervek szerint a Voyager–2 abbahagyja az adatok sugárzását a Föld felé.
- 2038. január 19.: a 32 bites előjeles dátumábrázolást alkalmazó gépek, szoftverek visszaállnak 1901-re (bővebben lásd a 2038-probléma című cikket).
- 2038. augusztus 15.: Szent István király halálának 1000. évfordulója
- A Constellation program keretében emberek indulnak a Marsra